# Dansaire ventre-rogenc
El dansaire ventre-rogenc (Pseudosaltator rufiventris) és un ocell de la família dels tràupids (Thraupidae) i única espècie del gènere Pseudosaltator K.J. Burns, Unitt et N.A. Mason, 2016.

## Hàbitat i distribució
Habita boscos de Polylepis als Andes del centre i sud-est de Bolívia i l'extrem nord-oest de l'Argentina.